# Château de Vallières
Le château de Vallières est un édifice situé à Neuvy, en France.

## Localisation
Le château est situé sur le territoire de la commune de Neuvy, dans le département de l'Allier, en région Auvergne-Rhône-Alpes.

## Description
Le château de Vallières est un ancien logis, remanié au XIXe siècle, avec pigeonnier,.

## Historique
Le château appartenait au XIVe siècle à Jean Cordier, écuyer et seigneur de Vallières. Parmi les Cordier, on trouve un conseiller du duc, un trésorier ducal et plusieurs consuls de Moulins. Le dernier des Cordier, seigneur de Vallières, fut Jean, écuyer, qui possédait aussi Droussy, La Motte et Chapeau. Maître d'hôtel d'Anne de France, châtelain de Moulins en 1510, il mourut sans postérité en 1526. À la fin du XVIIe siècle, le château reste une cinquantaine d'années aux mains de la famille de Genestoux. Claude de Bouys, avocat au présidial de Moulins, puis receveur général des assignations en la sénéchaussée de Moulins, l'achete en 1776.